# Kaštel Kambelovac
Kaštel Kambelovac – osada będąca częścią miasta Kaštela w żupanii splicko-dalmatyńskiej w Chorwacji. W 2011 roku liczyła 5027 mieszkańców.